# Cerro Nube
Le cerro Nube (Quie Yelaag en langue zapotèque) est une montagne située dans la sierra Madre del Sur, dans le municipio de Miahuatlán, l'État d'Oaxaca, au Mexique ; avec une altitude de 3 720 m il est le point culminant de cet État et le onzième dans le pays. Son nom vient du fait qu'elle semble toucher les nuages[réf. souhaitée]. De là, il est possible de voir la plupart des municipios environnants et par temps clair, il est possible de voir la côte pacifique.